# Parque del Rey Don Felipe VI
El parque del Rey Don Felipe VI es un parque localizado en la ciudad de Logroño, más concretamente sobre el terreno donde ocupó el antiguo eje ferroviario de la ciudad y donde en la actualidad se localiza (bajo el parque) los nuevos andenes de la estación. Esta última en forma de colina conecta con el parque y se integra a este haciendo que su techo sea parte del parque, esto lo convierte en uno de los parques más innovadores de la ciudad. La estación de tren conecta con la estación de autobús, que al igual que la de ferrocarril, tiene forma de colina y conecta con el suelo, formando una ampliación del parque. Recibió el nombre del rey Felipe VI de España el 20 de junio de 2014 con motivo de su proclamación.

## Historia
Antes de la creación del ambicioso proyecto del soterramiento de red ferroviaria al paso de la ciudad el terreno estuvo en constante cambio. Antes del crecimiento de la ciudad el terreno formaba parte de los exteriores de la ciudad, pero al aumentar la ciudad más allá del antiguo recorrido ferroviario (La actual Gran Vía) se decidió construir un amplio terreno de raíles y andenes, con la construcción de la estación se abre el nuevo terreno. Pero poco a poco la ciudad creció y llegó a superar el terreno de la estación con la construcción del Barrio de Cascajos. La división era notable, primero por el hecho de que solo dos calles sorteaban este terreno para llegar a cascajos, la calle Tirso de Molina y Vara de Rey, dificultando en gran medida el acceso.
No fue hasta principios del siglo XXI cuando se consideró la idea de soterrar la vía y así conectar las calles de cascajos con las del barrio de Lobete, al otro lado de la vía. El proyecto ganador fue la de una idea innovadora de Iñaki Ábalos y Renata Sentkiewicz, con una gran estación soterrada con un techo ajardinado que se extiende por toda la superficie de los andenes.
Las obras de soterramiento comenzaron en junio de 2009 y se extienden hasta la actualidad, pero el parque comenzó a diseñarse más tarde, concretamente en 2012, abriéndose el primer tramo entre las nuevas calles Juan Boscán y Eliseo Pinedo. Este destacó por su mobiliario innovador, destacando sus bancos, los parques infantiles y las farolas, pero son notables los lucernarios que proporcionan luz a la estación mediante unas lámparas hechas de espejos. El parque sobre la techumbre de la estación se abrió el 8 de junio de 2013 teniendo un gran éxito entre los ciudadanos. Aun así el diseño de Abalos y Sentkiewicz continua con un parque que se localizará encima de la techumbre de la estación de autobuses (Aún sin construir) y que continuará hasta la nueva rotonda de Vara de Rey. El diseño espejo de ambas estaciones permitirá conectarlas mediante un puente sobre la futura ampliación de la calle colón y sobre este la finalización del parque con sus 150.599 metros cuadrados.

## Diseño

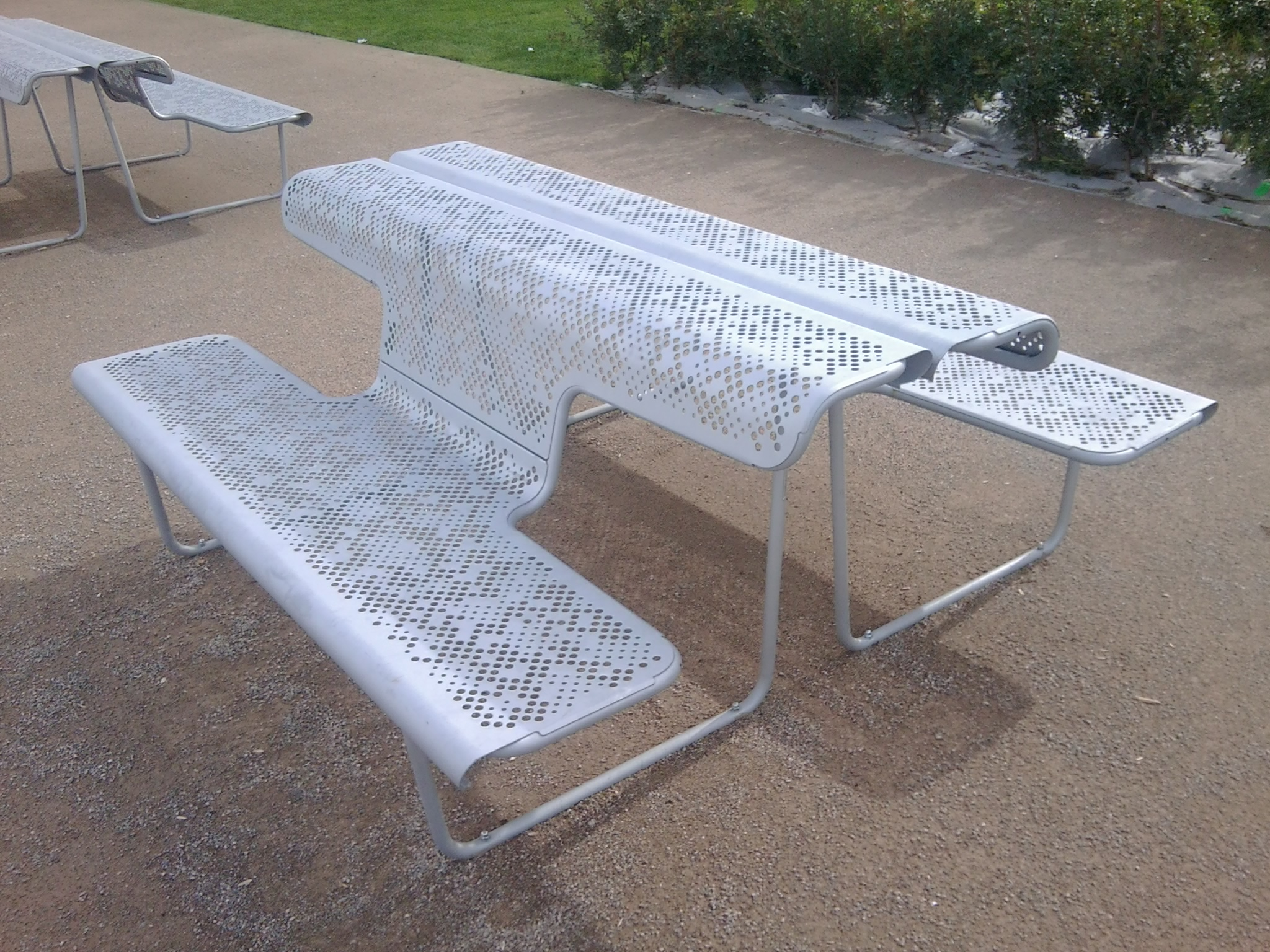
Diseño de uno de los bancos de la estación de Logroño. Este de acero y con muchos agujeros

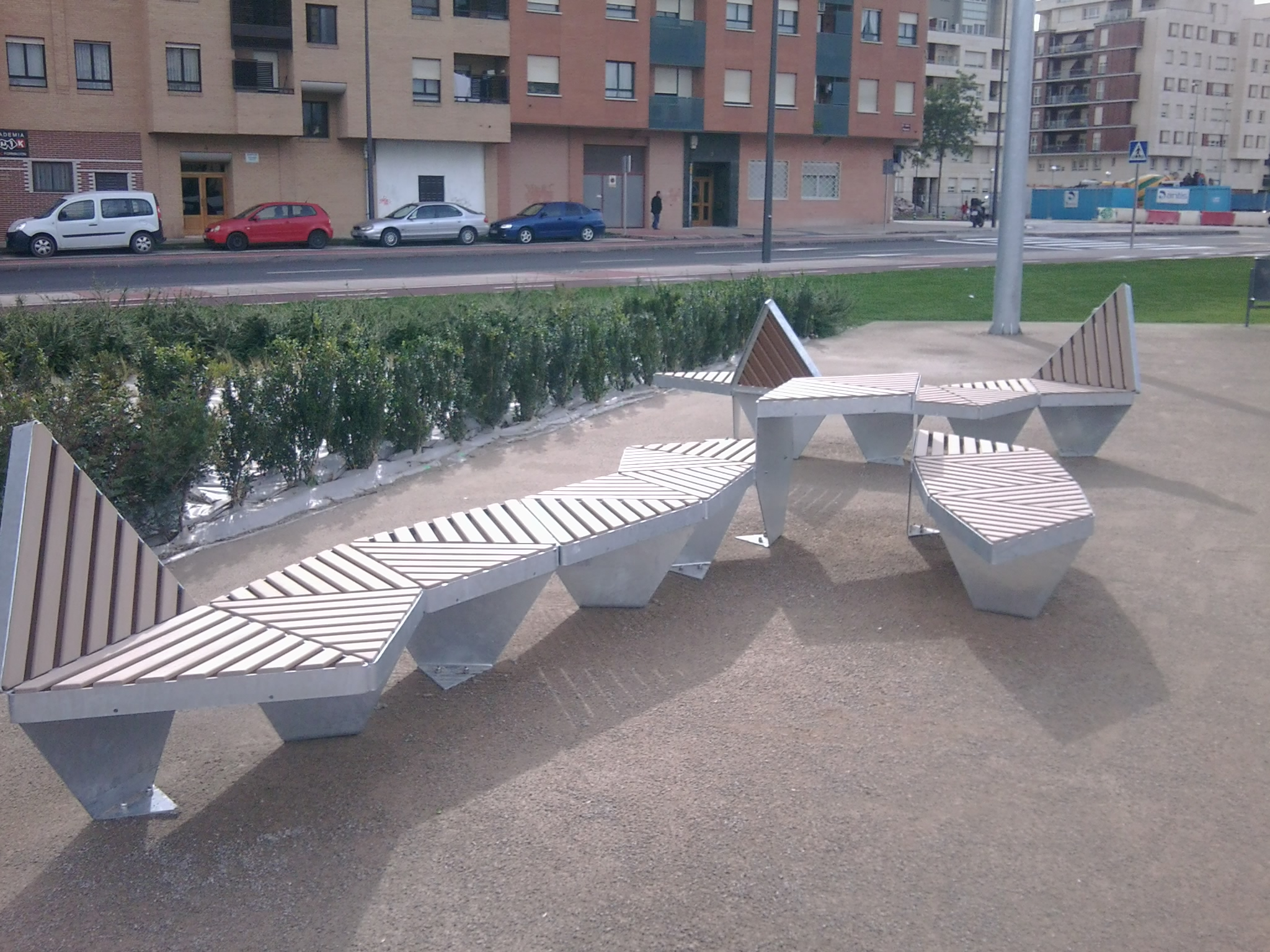
Diseño de otro de los bancos de la estación de Logroño. Este de madera y acero con forma irregular de triángulos

El parque está diseñado por la paisajista Teresa Galí, junto con Ábalos y Sentkiewicz. El actual parque se divide en dos partes: una pequeña, que se abrió primero en 2012, en la que el diseño combina secciones de tierra con zonas verdes en forma de rombos y triángulos, y donde se localizan los lucernarios de cristal y madera. En uno de estas secciones se localiza un parque infantil.
La segunda parte del parque, más grande, comprende el terreno en el nivel del suelo y la colina que se eleva sobre la estación. Esta colina sigue el mismo diseño que recorre la zona de suelo, excepto por el hecho de que en el momento de ascenso, los caminos y jardines se hacen irregulares con una gran variedad de plantas. Desde la cima se divisan los barrios de Lobete y Cascajos.
El diseño de los bancos es único, con dos estilos: unos bancos son más comunes, de acero calado, mientras que otros, de madera, tienen una forma, a partir de triángulos, completamente irregular.

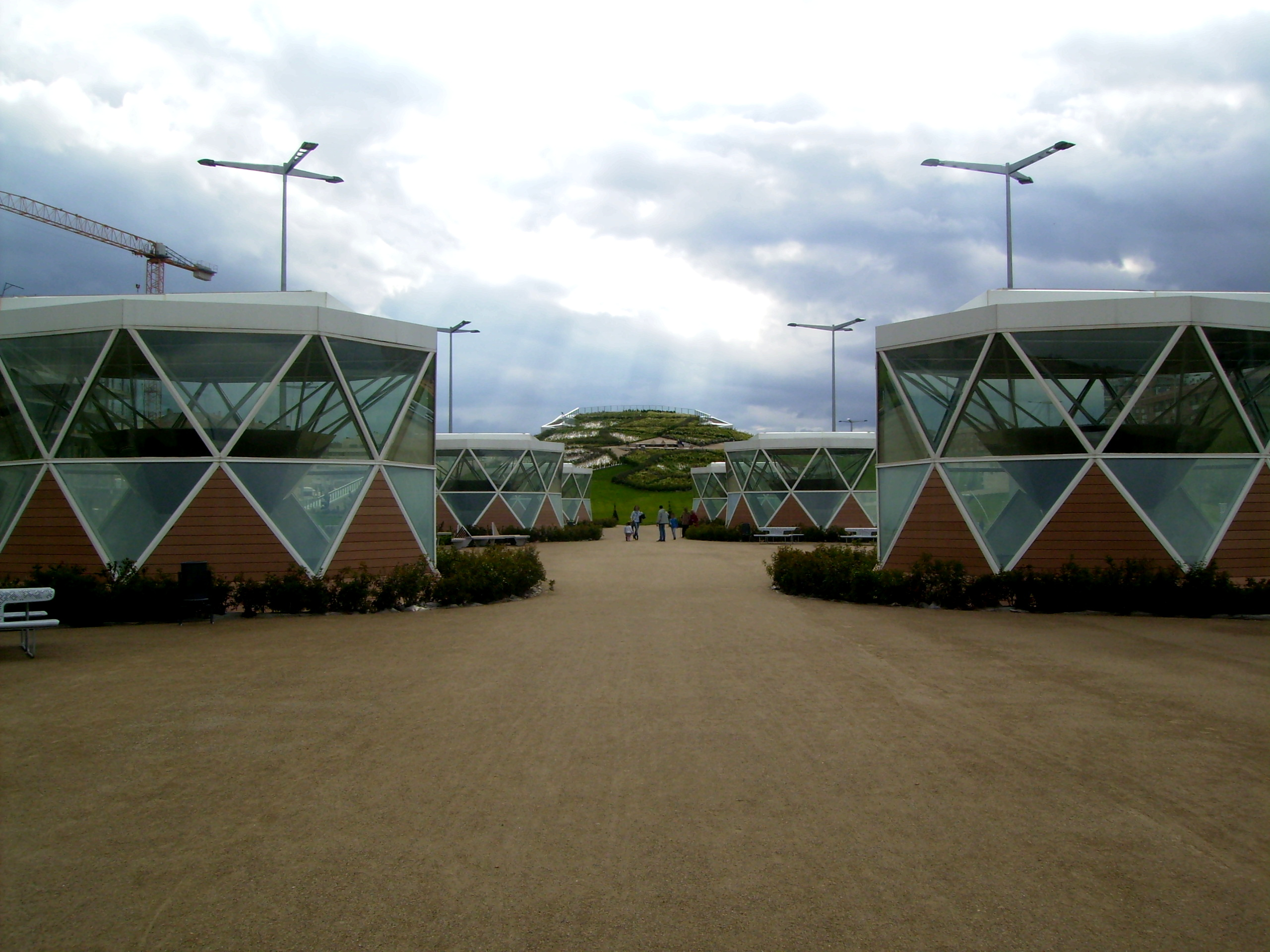
Imagen de la colina de la estación
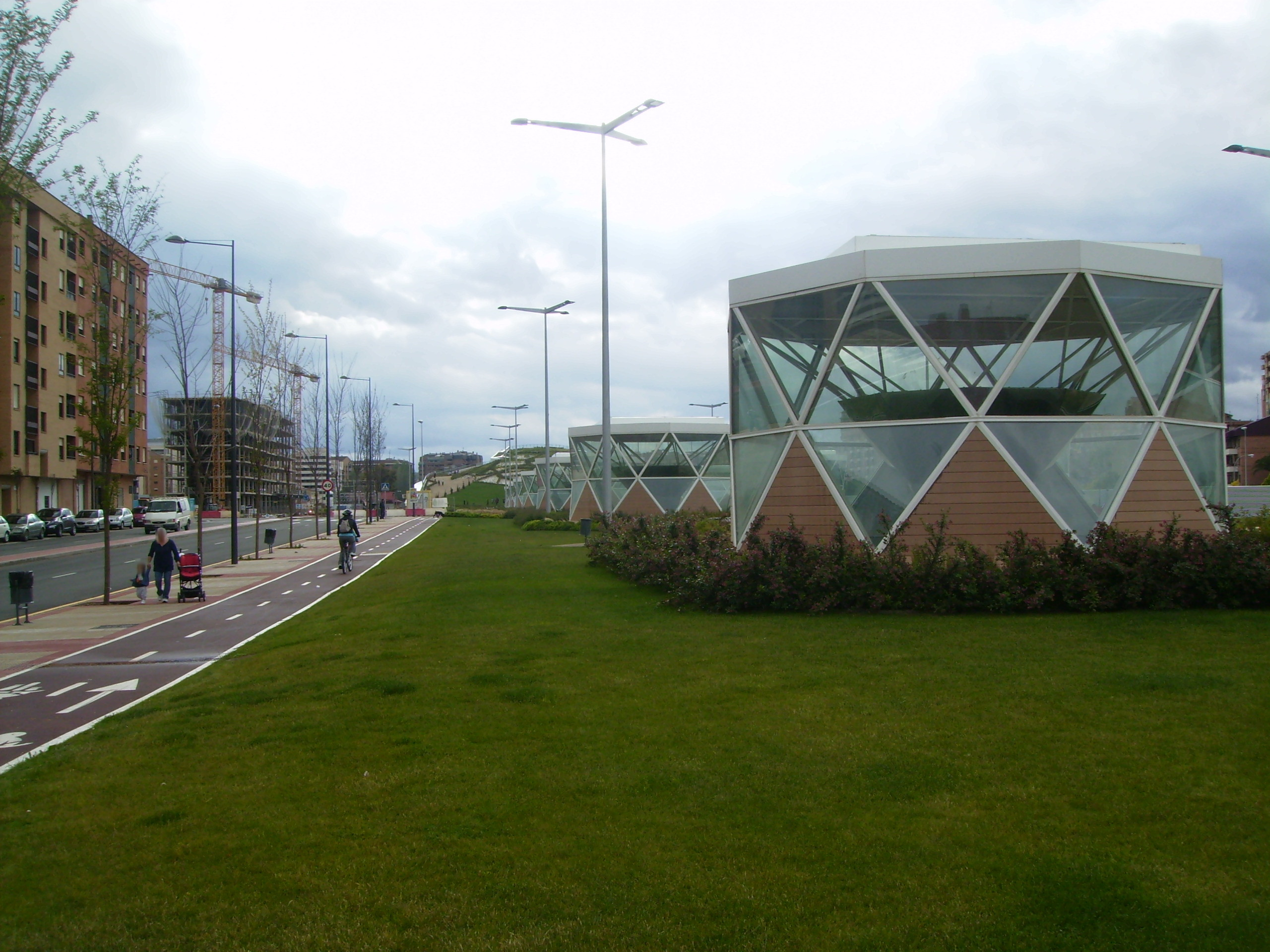
Visión de los lucernarios de la estación de Logroño
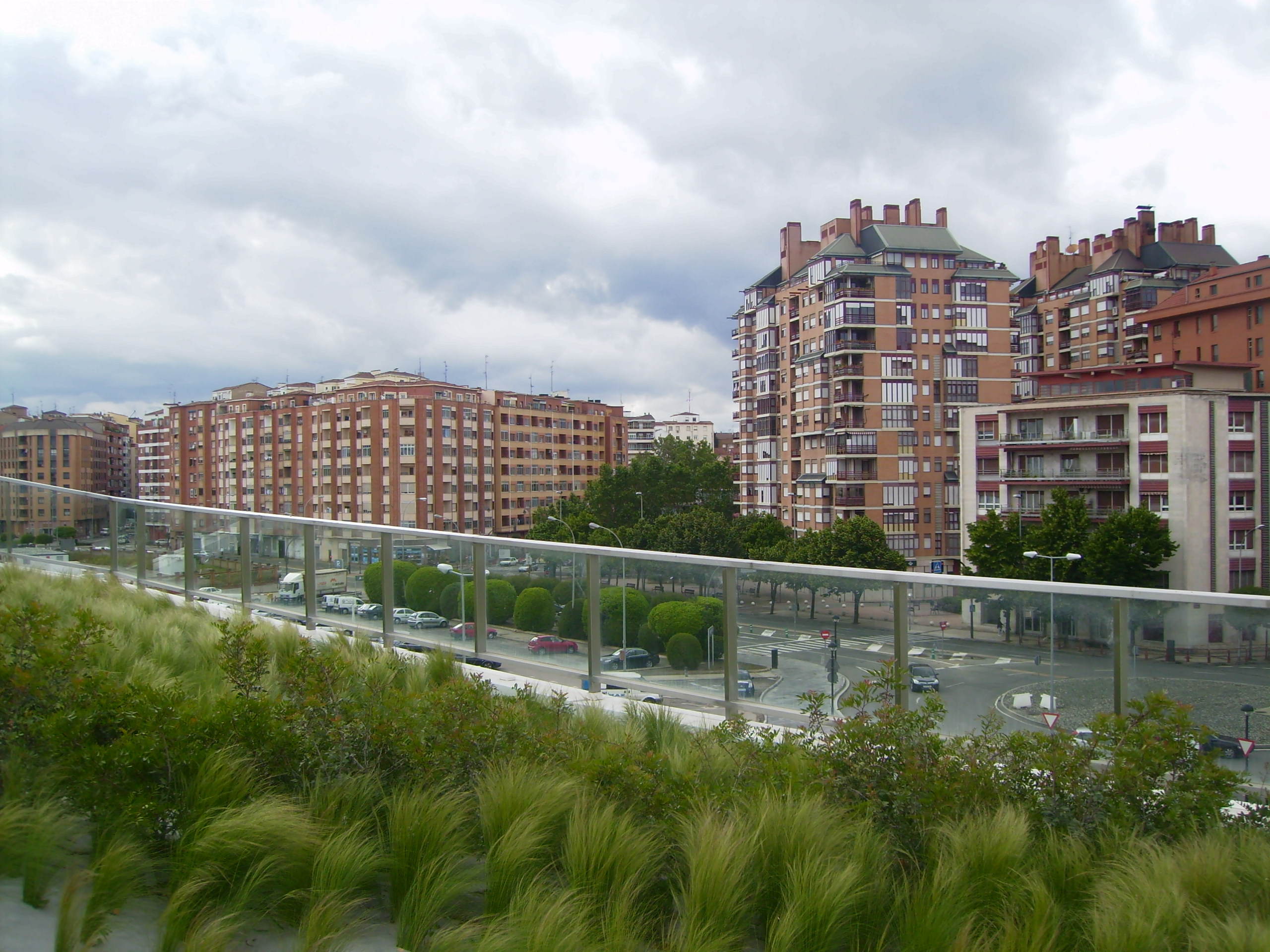
El barrio residencial de Lobete en la zona de la calle Colón
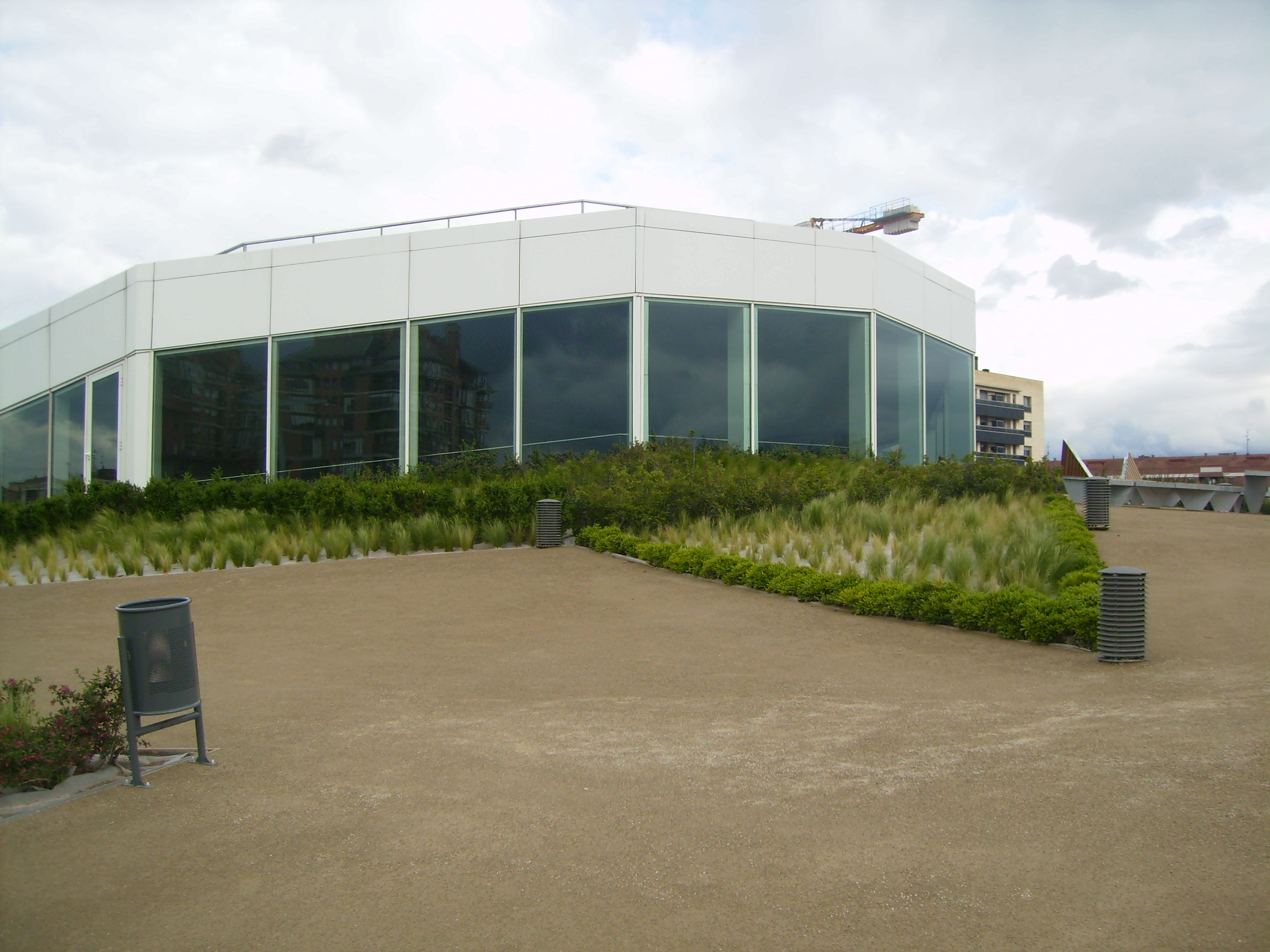
Lucernario principal de la estación de ferrocarril que da luz al hall
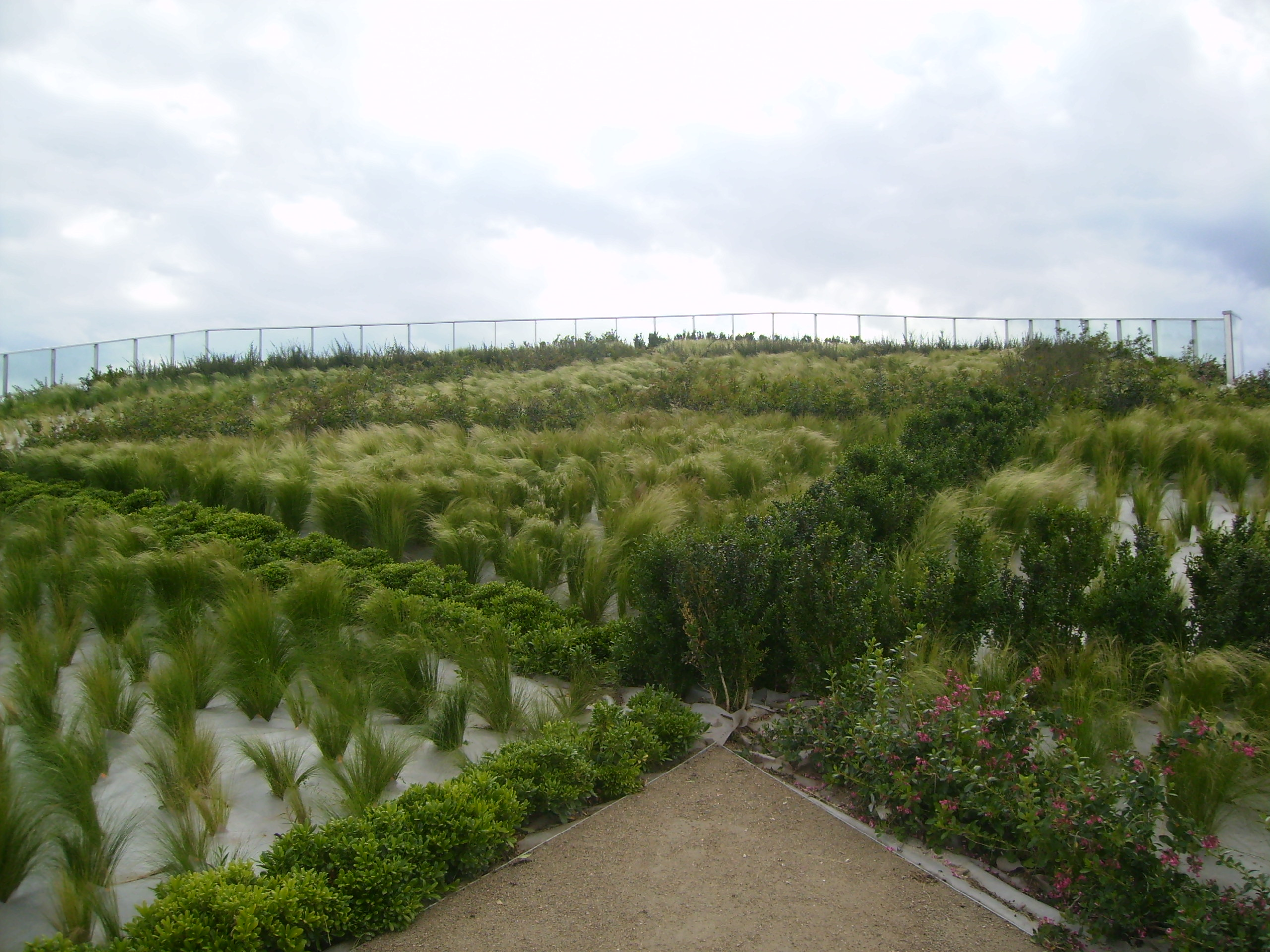
Cima de la estación poblada de vegetación frondosa